# Nephelomys devius
Nephelomys devius är en däggdjursart som beskrevs av Outram Bangs 1902. Nephelomys devius ingår i släktet Nephelomys och familjen hamsterartade gnagare. Inga underarter finns listade i Catalogue of Life.
Arten förekommer i höglandet i Costa Rica och norra Panama. Den lever i molnskogar och i andra fuktiga skogar. Födan utgörs främst av svampar.